# کلیسای کوتوکلی
کلیسای کوتوکلی یا کلیسای تثلیث (گرجی: ქოთოქლოს სამების ეკლესია) یک کلیسای ارتدکس گرجی است که در روستای اینگیلوی کتوکلو از توابع شهرستان قاخ در شمال جمهوری آذربایجان واقع شده‌است. رهبران کلیسای گرجستان در نخستین مراسم تقدیر الهی از سال ۱۹۲۰ میلادی در ۲۶ اکتبر ۲۰۱۹ در کلیسای تثلیث مقدس حضور داشتند.